# Xã Medford, Quận Steele, Minnesota
Xã Medford (tiếng Anh: Medford Township) là một xã thuộc quận Steele, tiểu bang Minnesota, Hoa Kỳ. Năm 2010, dân số của xã này là 813 người.